# Peter McParland
Peter James McParland (ur. 25 kwietnia 1934 w Newry, zm. 4 maja 2025) – północnoirlandzki piłkarz występujący na pozycji pomocnika. Trener piłkarski.

## Kariera klubowa
McParland karierę rozpoczynał w 1951 roku w irlandzkim Dundalk. W 1952 roku zdobył z nim Puchar Irlandii. W tym samym roku przeszedł do angielskiej Aston Villi. W 1957 roku zwyciężył z nią w rozgrywkach Pucharu Anglii, a w 1961 roku w Pucharze Ligi Angielskiej. W 1962 roku odszedł do Wolverhampton. Grał tam przez rok. Następnie występował w Plymouth Argyle, Worcester City, Atlancie Chiefs oraz Glentoranie, w którym pełnił funkcję grającego trenera.

## Kariera reprezentacyjna
W reprezentacji Irlandii Północnej McParland zadebiutował 31 marca 1954 w wygranym 2:1 pojedynku British Home Championship z Walią, w którym strzelił także oba gole dla swojej drużyny. W 1958 roku został powołany do kadry na mistrzostwa świata. Zagrał na nich w meczach z Czechosłowacją (1:0), Argentyną (1:3), RFN (2:2), Czechosłowacją (2:1) oraz Francją (0:4). Z tamtego turnieju Irlandia Północna odpadła w ćwierćfinale.
W latach 1954–1962 w drużynie narodowej McParland rozegrał 34 spotkania i zdobył 9 bramek.